# 18644 Arashiyama
18644 Arashiyama è un asteroide della fascia principale. Scoperto nel 1998, presenta un'orbita caratterizzata da un semiasse maggiore pari a 2,4451848 UA e da un'eccentricità di 0,0705622, inclinata di 5,70859° rispetto all'eclittica.